# Luis de Lacy y Gautier

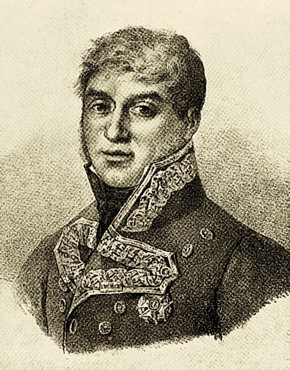
Luis de Lacy

Luis Roberto de Lacy y Gautier (* 11. Januar 1775 in San Roque; † 5. Juli 1817 in Palma) war ein spanischer Militär und liberaler Politiker irischer Herkunft.
Lacy war der Sohn von Patricio de Lacy y Gould, eines irischen Militärs in spanischen Diensten. Er trat als sehr junger Mann in die spanische Armee ein. Bereits mit 14 Jahren wurde er Offizier. Er nahm als Kapitän am Pyrenäen-Krieg (1793–1795) teil. 1799 wurde er auf die kanarischen Inseln gesandt. Wegen Meinungsverschiedenheiten mit seinen Vorgesetzten und Gehorsamsverweigerung verbüßte er eine einjährige Haftstrafe in Cadiz. Er wurde ganz aus dem spanischen Militär entlassen. Daraufhin ging er in die irische Legion nach Frankreich, mit der er in Deutschland gekämpft hat.
Später ging er zurück nach Spanien. Er desertierte und trat wieder in die Dienste des spanischen Militärs. Von 1811 bis 1813 wurde er Generalkapitän von Katalonien. Nach dem Verlust von Tarragona versuchte er das spanische Militär auf einer Verteidigungslinie von Seu d’Urgell – Solsona – Cardona zu reorganisieren. Er baute ein Basiscamp für die Rekrutierung und Ausbildung an der Serra de Busa. Mit schnellen Angriffen stieß er bis in die französische Cerdanya vor. Er besetzte kurzfristig Igualada, Reus und die Illes Medes. Aber aufgrund einer Niederlage bei Mataró und wegen Meinungsverschiedenheiten mit der Junta Superior de Govern del Principat (Oberste Junta des Prinzipates) wurde er durch General Ibáñez Cuevas  ersetzt. Während der absolutistischen Restauration wurde er wieder aus dem Militärdienst entfernt. Er zog sich nach Vinaròs zurück.
1817 führte er aus Caldes d’Estrac eine breit angelegte militärische und zivile Revolte an. Er nutzte die Truppen des Maresme, um nach Barcelona zu gehen und dort eine Verfassung zu proklamieren. Eine Denunziation, die Unentschiedenheit aller Agierenden und eine Anleihe von Bischof Sichar an den Generalkapitän Castaños zur fälligen Bezahlung seiner Truppen führte zum Scheitern dieser Revolte. Lacy schaffte es nicht mehr, sich mit einem Schiff über Blanes abzusetzen. Er wurde festgenommen und zum Tode verurteilt. Der vehemente Protest der Barcoloneser Bevölkerung machte die Umsetzung des Urteils zunächst unmöglich. Castaños verbrachte Lacy mit der Aussicht auf Begnadigung nach Mallorca. Dort angekommen ließ er ihn allerdings im Castell de Bellver erschießen.